# Bruno Wyndaele
Bruno Wyndaele (Leuven, 13 december 1965) is een Belgische radio- en tv-presentator en quizmaster.
Wyndaele was van 1983 tot 1992 radiopresentator op de Leuvense radiozender Scorpio. Daarna stapte hij over naar het BRT-radioprogramma Het Vrije Westen, eerst als researcher, later als presentator samen met Geertje de Ceuleneer. Hij schreef ook enkele jaren voor het weekblad Humo.
In 1997 stapte hij over naar tv, waar hij voor Woestijnvis onder andere De Commissie Wyndaele, Wijlen de Week, De laatste show en de quiz De Slimste Mens ter Wereld presenteerde.
Tijdens zijn radiojaren maakte hij voor het productiehuis Kladaradatsj al het panelprogramma Rad van Tong op VT4. In 1999 bedacht hij samen met Paul Jacobs de wekelijkse radiosatire De rechtvaardige rechters.
In het najaar van 2003 vertrok Wyndaele bij Woestijnvis. De laatste show werd vanaf dan door Mark Uytterhoeven gepresenteerd. Erik Van Looy nam de presentatie van De Slimste Mens ter Wereld over.
Bruno Wyndaele richtte in 2004 samen met Studio 100 zijn eigen productiehuis De Filistijnen op. In 2004 en 2005 maakte en presenteerde hij het programma De nieuwste quiz. Later bedacht hij de spelprogramma's Vriend of vijand en Beste vrienden. Dit laatste werd zeer succesvol en kreeg een tweede seizoen in 2007. Begin 2006 trok Studio 100 zich terug uit De Filistijnen, maar het productiehuis ging gewoon door. Voor Canvas maakte hij samen met Rick de Leeuw het cultuurprogramma De Leeuw in Vlaanderen. In het voorjaar van 2008 presenteerde hij het programma Eeuwige roem op Eén. Een tweede seizoen van dit programma kwam in 2009 op de buis, een derde volgde in 2012. In de zomers van 2008 tot en met 2014 presenteerde hij op Eén de quiz De Premiejagers, waarvan in het najaar van 2011 ook een versie liep met bekende Vlamingen. In 2010 nam hij ook deel aan De Slimste Mens ter Wereld en miste nipt de finaleweek.
In het najaar van 2010 was Wyndaele te zien op VTM als presentator van het programma Het sterke geslacht. In 2013 presenteerde hij samen met Sam De Bruyn de quiz Het Spiegelpaleis.
In 2018 presenteerde Wyndaele de zomerse talkshow Het Zomert Met ... op Eén. Daarna werkte hij voornamelijk achter de schermen. In augustus 2023 presenteerde hij op Radio 1 het actualiteitsprogramma Ondanks de zomer. In het najaar van 2024 presenteerde Wyndaele het quizprogramma The Floor op VTM.
Sinds 2010 was Wyndaele een bestuurslid van de Vlaamse Televisie Academie. Sinds 2016 is Wyndaele voorzitter van de VOFTP, de vereniging van Vlaamse Onafhankelijke Film- en Televisieproducenten.

## Televisie
- The Floor (2024) - als presentator
- Gert Late Night (2020) - als gast
- Het Zomert Met ... (2018) - als presentator
- Lang Leve... (2014) - als zichzelf
- Het Spiegelpaleis (2013) - als zichzelf
- Smaak (2012) - als presentator
- De klas van Frieda (2012) - als kandidaat
- Vrienden Van de Veire (2012) - als gast
- Het sterke geslacht (2010-2011) - als presentator
- De Slimste Mens ter Wereld (2010) - als kandidaat
- De Premiejagers (2008) - als presentator
- Eeuwige Roem (2008) - als presentator
- Tour 2008 (2008) - als gast
- Beste vrienden (2006-2007) - als presentator
- Tsunami 12-12 (2005) - als zichzelf
- De Slimste Mens ter Wereld (2003) - als presentator
- De Laatste Show (1999-2003)

## Privé
Wyndaele heeft twee kinderen met zijn vrouw.